# Фридрих-Вилхелм Бок
СС-Оберфюрер Фридрих-Вилхелм Бок (на немски: Friedrich-Wilhelm Bock) (1897 – 1978) е немски офицер от Вафен-СС, които по време на кариерата си командва три СС-подразделения, 9-а СС танкова дивизия Хоенщауфен, 4-та СС полицейска дивизия и 9-а Вафен гренадирска дивизия от СС.

## Резюме на кариерата си в СС

### Дати на повишение
- СС-Щурмбанфюрер (майор) от резерва: (11 ноември 1941 г.)
- СС-Оберщтурмбаннфюрер (подполковник) от резервите: (5 март 1942 г.)
- СС-Щандартенфюрер (полковник): (9 ноември 1943 г.)
- СС-Оберфюрер (старши полковник): (1 март 1944 г.)

### Отличия
- Кръст на честта (1934 г.)
- Железен кръст – II и I степен (1941 г.)
  - Сребърна пластинка към Железния кръст – II степен (1941 г.)
- Значка за раняване- Черна
- Източен фронт (медал)- (1942) г.
- Рицарски кръст- (1943) г.
  - Рицарски кръст с дъбови листа – (1944) г.